# The Sugarettes
The Sugarettes sind eine niederländische Indie-Rock-Band aus Eindhoven.

## Geschichte
Gegründet wurde die Band von Joep van Son and Mariska „Iskaa“ Louman. 2006 veröffentlichten sie die Demo-EP Sugarettecity. Diese reichten sie zu einem Wettbewerb von Studio Brüssel ein, wo der Song Claps in die reguläre Playlist aufgenommen wurde. 2007 wurden sie von Subroutine Records unter Vertrag genommen und veröffentlichten im Herbst ihr Debütalbum Love & Other Perversities.
Andrew Leahey von Allmusic bezeichnete sie in seiner Kritik zum Debüt als niederländisches Äquivalent zu den Dandy Warhols. Das Album enthält einen Song über die Pornolegende Ron Jeremy und bleibt auch in den Stücken Jolene und Claps beim Thema Sex. Ready Steady war am 3. Januar 2008 Song des Tages des US-amerikanischen Radiosenders KEXP.
Nach der Veröffentlichung des Albums und Konzerten wie beim Noorderslag Festival in Groningen, beschäftigten sich die Mitglieder hauptsächlich mit anderen Projekten wie Nikoo, wo drei der vier aktiv waren bzw. sind und Foam, wo die Hälfte der Sugarettes beteiligt ist.
2011 veröffentlichten sie eine Split-Single mit den Labelkollegen von Space Siren und 2012 folgte das zweite Album Destroyers of Worlds. Bassistin Cox Dieben war durch Marjolein Kooijman ersetzt worden, die von 2003 bis 2014 auch Mitglied von The Gathering war.

## Diskografie
- 2006: Sugarettecity (EP)
- 2007: Love & Other Perversities (Album, Subroutine Records)
- 2011: Off With Her Head / Control (Split-Single mit Space Siren)
- 2012: Destroyers of Worlds (Album, Subroutine Records)